# Acide N-acétylaspartique
L’acide N-acétylaspartique, dont la base conjuguée et le N-acétylaspartate, noté NAA, souvent appelée acétylaminosuccinate, est un dérivé de l'acide aspartique et est la molécule la plus abondante dans le cerveau après le glutamate. Il est produit dans les neurones à partir de l'acide aspartique et de l'acétyl-coenzyme A.

## Effets
- Cette substance a des effets antiasthéniques.